# Corylophodes schwarzii
Corylophodes schwarzii is een keversoort uit de familie molmkogeltjes (Corylophidae). De wetenschappelijke naam van de soort werd in 1888 gepubliceerd door Andrew Matthews.